# Bengala Ocidental
Bengala Ocidental é um estado da Índia. Seus limites são o Estado do Siquim a norte, o reino do Butão a nordeste, o Estado de Assam e a república de Bangladexe a leste, o golfo de Bengala a sudeste, os Estados de Orissa a sudoeste e Jarcanda e Biar a oeste e a república do Nepal a noroeste.
Algumas das principais cidades de Bengala Ocidental incluem: Asansol, Calcutá (capital do estado). Junto com Bangladexe, o Estado forma a região linguístico-cultural de Bengala ou Bangla. O autor dos poemas que se tornaram os hinos nacionais de ambos os países, Rabindranath Tagore, é um conhecido indivíduo desta cultura.

## Etimologia
A origem do nome "Bengala" (Bangla e Bongo em bengali) é desconhecida. Uma teoria sugere que a palavra deriva de "Bang", uma tribo dravidiana que se estabeleceu na região por volta de 1000 a.C. A palavra bengalesa "Bongo" pode ter sido derivada do antigo reino de Vanga (ou Banga). Embora alguma literatura sânscrita antiga mencione o nome "Vanga", a história inicial da região é obscura.
No final do domínio britânico sobre o subcontinente indiano, a região de Bengala foi dividida em 1947 ao longo de linhas religiosas no leste e oeste. A parte oriental ficou conhecida como Paquistão Oriental, a ala oriental do recém-nascido Paquistão e a parte ocidental ficou conhecida como Bengala Ocidental, que continuou como um estado indiano.
Em 2011, o Governo de Bengala Ocidental propôs uma mudança no nome oficial do estado para PaschimBanga (em bengali: পশ্চিমবঙ্গ; Pôshchimbônggô ). Este é o nome nativo do estado, que significa literalmente Bengala Ocidental na língua nativa bengali. Em agosto de 2016, a Assembléia Legislativa de Bengala Ocidental aprovou outra resolução para mudar o nome de Bengala Ocidental para "Bangla" em hindi , "Bengal" em inglês e "Bangla" em bengali . Apesar dos esforços do governo do Congresso Trinamool para alcançar um consenso sobre a resolução da mudança de nome, no Congresso Nacional Indiano, o Frente de Esquerda e o Partido do Povo Indiano se opuseram à resolução. No entanto, o governo central recusou a proposta afirmando que o estado deveria ter um único nome para todas as línguas, em vez de três e também alegou que o nome não deveria ser o mesmo de qualquer outro território (indicando que o nome "Bangla" pode criar confusão com o país vizinho, Bangladesh).

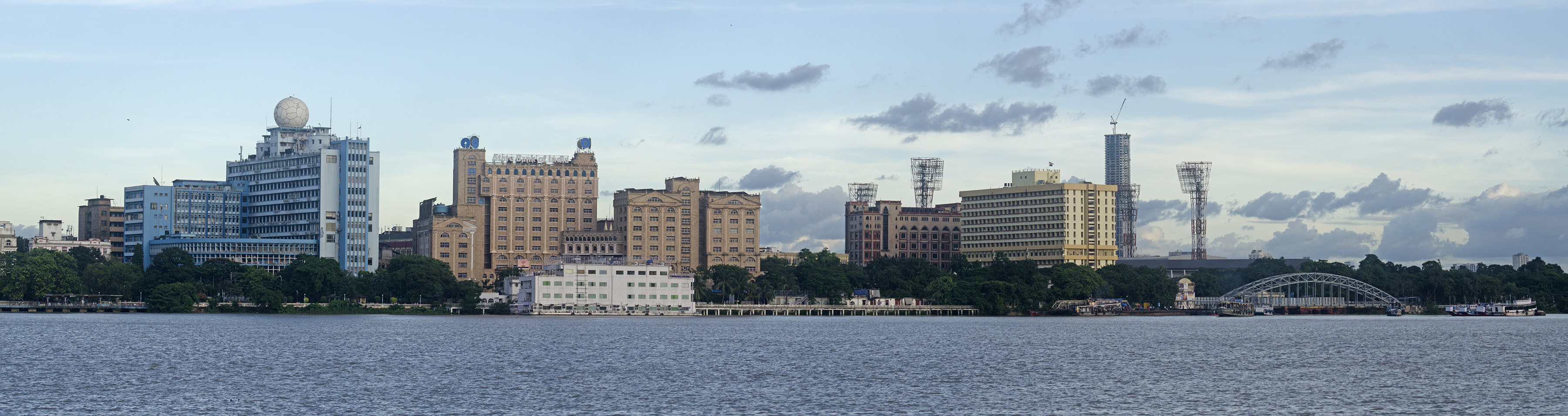
Howrah Pano

### Maiores cidades
|    | Cidade    | População |
| -- | --------- | --------- |
| 1  | Calcutá   | 5 021 458 |
| 2  | Asansol   | 1 067 369 |
| 3  | Howrah    | 1 008 704 |
| 4  | Siliguri  | 539 314   |
| 5  | Mardhaman | 331 759   |
| 6  | Barasat   | 237 783   |
| 7  | Kharagpur | 207 984   |
| 8  | Uluberia  | 202 095   |
| 9  | Chapra    | 178 835   |
| 10 | Haldia    | 170 695   |

## Distritos
O estado de Bengala Ocidental está dividido em 19 distritos:
- Bankura
- Bardhaman
- Birbhum
- Cooch Behar
- Darjeeling
- East Midnapore
- Hooghly
- Howrah
- Jalpaiguri
- Kolkata
- Malda
- Murshidabad
- Nadia
- North 24 Parganas
- North Dinajpur
- Purulia
- South 24 Parganas
- Dakshin Dinajpur
- West Midnapore